# Bolat Rajymbekov
Bolat Rajymbekov (in cirillico: Болат Райымбеков, in qazaqsa: Bolat Rayımbekov, trasl. angl.: Bolat Raimbekov; 25 dicembre 1986) è un dirigente sportivo ed ex ciclista su strada kazako, professionista dal 2009 al 2010 e dal 2015 direttore sportivo del team Astana City, già Seven Rivers.

## Carriera
Il 9 aprile 2004 la gara che porta alla ribalta il giovane kazako Rajymbekov, allora diciottenne, è l'Asian Junior Games che lo vede trionfare battendo il coreano Lee Wong-Jae e il connazionale kazako Roman Kireev. Nel 2005 e nel 2006 rappresenta il suo paese nelle prove in linea per Under-23 ai campionati del mondo di Madrid e Salisburgo rispettivamente.
Nel 2008 viene ingaggiato dall'Ulan, squadra Continental kazaka. Nel 2009 ottiene il contratto con la ben più famosa Astana, dove ha l'onore di correre in squadra con corridori quali Lance Armstrong, Alberto Contador, Levi Leipheimer e Andreas Klöden. Termina la carriera professionistica nel 2010.
Nel 2015 diventa manager e direttore sportivo di una nuova formazione Continental kazaka, la Seven Rivers Cycling Team, divenuta Astana City nel 2016.

## Palmarès
- 2004 (Juniores)

Asian Junior Games
- 2006

Criterium di Taldy-Kurgan

## Piazzamenti

### Classiche monumento
- Giro delle Fiandre

2009: ritirato
- Parigi-Roubaix

2009: ritirato
- Giro di Lombardia

2009: ritirato